# IndyCar Series 2025
La NTT IndyCar Series 2025 è la 30ª stagione della IndyCar Series e la 104ª stagione ufficiale del Campionato americano auto da corsa.

## Calendario
| Rd. | Data      | Gara                                     | Circuito                                 | Città                     |
| --- | --------- | ---------------------------------------- | ---------------------------------------- | ------------------------- |
| 1   | 2 marzo   | Firestone Grand Prix of Saint Petersburg | C Circuito cittadino di Saint Petersburg | Saint Petersburg, Florida |
| 2   | 23 marzo  | The Thermal Club IndyCar Grand Prix      | R The Thermal Club                       | Thermal, California       |
| 3   | 13 aprile | Acura Grand Prix of Long Beach           | C Circuito di Long Beach                 | Long Beach, California    |
| 4   | 4 maggio  | Children's of Alabama Indy Grand Prix    | R Barber Motorsports Park                | Birmingham, Alabama       |
| 5   | 10 maggio | Sonsio Grand Prix                        | R Indianapolis Motor Speedway            | Speedway, Indiana         |
| 6   | 25 maggio | 109ª 500 Miglia di Indianapolis          | O Indianapolis Motor Speedway            | Speedway, Indiana         |
| 7   | 1º giugno | Chevrolet Detroit Grand Prix             | C Circuito di Detroit                    | Detroit, Michigan         |
| 8   | 15 giugno | Bommarito Automotive Group 500           | O World Wide Technology Raceway          | Madison, Illinois         |
| 9   | 22 giugno | XPEL Grand Prix at Road America          | R Road America                           | Elkhart Lake, Wisconsin   |
| 10  | 6 luglio  | Honda Indy 200 at Mid-Ohio               | R Circuito di Mid-Ohio                   | Lexington, Ohio           |
| 11  | 12 luglio | Hy-Vee Homefront 250                     | O Iowa Speedway                          | Newton, Iowa              |
| 12  | 13 luglio | Hy-Vee Homefront 500                     | O Iowa Speedway                          | Newton, Iowa              |
| 13  | 20 luglio | Honda Indy Toronto                       | C Exhibition Place                       | Toronto, Ontario          |
| 14  | 27 luglio | Firestone Grand Prix of Monterey         | R Circuito di Laguna Seca                | Monterey, California      |
| 15  | 10 agosto | BitNile.com Grand Prix of Portland       | R Portland International Raceway         | Portland, Oregon          |
| 16  | 24 agosto | Hy-Vee Milwaukee Mile 250                | O Milwaukee Mile                         | West Allis, Wisconsin     |
| 17  | 31 agosto | Big Machine Music City Grand Prix        | O Nashville Superspeedway                | Gladeville, Tennessee     |

 O  Ovale corto/Superspeedway
 R  Circuito stradale
 C  Circuito cittadino
NC Gara non valida per il campionato

## Piloti e team
Tutti i team utilizzano il telaio Dallara DW12 e pneumatici Firestone.
| Team                               | Motore    | Nº | Piloti              | Gara/e |
| ---------------------------------- | --------- | -- | ------------------- | ------ |
| Andretti Global con Curb-Agajanian | Honda     | 26 | Colton Herta        | 1-     |
| Andretti Global                    | Honda     | 27 | Kyle Kirkwood       | 1-     |
| Andretti Global                    | Honda     | 28 | Marcus Ericsson     | 1-     |
| Chip Ganassi Racing                | Honda     | 8  | Kyffin Simpson      | 1-     |
| Chip Ganassi Racing                | Honda     | 9  | Scott Dixon         | 1-     |
| Chip Ganassi Racing                | Honda     | 10 | Álex Palou          | 1-     |
| Dale Coyne Racing                  | Honda     | 18 | Rinus VeeKay        | 1-     |
| Dale Coyne Racing                  | Honda     | 51 | Jacob Abel R        | 1-     |
| Meyer Shank Racing                 | Honda     | 60 | Felix Rosenqvist    | 1-     |
| Meyer Shank Racing                 | Honda     | 66 | Marcus Armstrong    | 1-     |
| Rahal Letterman Lanigan Racing     | Honda     | 15 | Graham Rahal        | 1-     |
| Rahal Letterman Lanigan Racing     | Honda     | 30 | Devlin DeFrancesco  | 1-     |
| Rahal Letterman Lanigan Racing     | Honda     | 45 | Louis Foster R      | 1-     |
| A. J. Foyt Racing                  | Chevrolet | 14 | Santino Ferrucci    | 1-     |
| A. J. Foyt Racing                  | Chevrolet | 41 | David Malukas       | 1-     |
| Arrow McLaren                      | Chevrolet | 5  | Pato O'Ward         | 1-     |
| Arrow McLaren                      | Chevrolet | 6  | Nolan Siegel        | 1-     |
| Arrow McLaren                      | Chevrolet | 7  | Christian Lundgaard | 1-     |
| Ed Carpenter Racing                | Chevrolet | 20 | Alexander Rossi     | 1-     |
| Ed Carpenter Racing                | Chevrolet | 21 | Christian Rasmussen | 1-     |
| Juncos Hollinger Racing            | Chevrolet | 77 | Conor Daly          | 1-     |
| Juncos Hollinger Racing            | Chevrolet | 78 | Sting Ray Robb      | 1-     |
| Prema Racing                       | Chevrolet | 83 | Robert Shwartzman R | 1-     |
| Prema Racing                       | Chevrolet | 90 | Callum Ilott        | 1-     |
| Team Penske                        | Chevrolet | 2  | Josef Newgarden     | 1-     |
| Team Penske                        | Chevrolet | 3  | Scott McLaughlin    | 1-     |
| Team Penske                        | Chevrolet | 12 | Will Power          | 1-     |

 R  In competizione per il premio del miglior debuttante dell'anno (Rookie of the Year).

## Risultati stagione
| Round. | Gara              | Pole position       | Giro più veloce   | Più giri condotti | Vincitore     | Vincitore           | Vincitore | Note   |
| Round. | Gara              | Pole position       | Giro più veloce   | Più giri condotti | Pilota        | Squadra             | Motore    | Note   |
| ------ | ----------------- | ------------------- | ----------------- | ----------------- | ------------- | ------------------- | --------- | ------ |
| 1      | Saint. Petersburg | Scott McLaughlin    | Josef Newgarden   | Scott McLaughlin  | Álex Palou    | Chip Ganassi Racing | Honda     | [ 16 ] |
| 2      | Thermal Club      | Pato O'Ward         | Pato O'Ward       | Pato O'Ward       | Álex Palou    | Chip Ganassi Racing | Honda     | [ 17 ] |
| 3      | Long Beach        | Kyle Kirkwood       | Kyffin Simpson    | Kyle Kirkwood     | Kyle Kirkwood | Andretti Global     | Honda     | [ 18 ] |
| 4      | Birmingham        | Álex Palou          | Álex Palou        | Álex Palou        | Álex Palou    | Chip Ganassi Racing | Honda     | [ 19 ] |
| 5      | Sonsio            | Álex Palou          | Álex Palou        | Graham Rahal      | Álex Palou    | Chip Ganassi Racing | Honda     | [ 20 ] |
| 6      | Indianapolis 500  | Robert Shwartzman   | Hélio Castroneves | Takuma Sato       | Álex Palou    | Chip Ganassi Racing | Honda     | [ 21 ] |
| 7      | Detroit           | Colton Herta        | Kyffin Simpson    | Kyle Kirkwood     | Kyle Kirkwood | Andretti Global     | Honda     | [ 22 ] |
| 8      | Gateway           | Will Power          | Álex Palou        | David Malukas     | Kyle Kirkwood | Andretti Global     | Honda     | [ 23 ] |
| 9      | Road America      | Louis Foster        | Felix Rosenqvist  | Scott Dixon       | Álex Palou    | Chip Ganassi Racing | Honda     | [ 24 ] |
| 10     | Mid-Ohio          | Álex Palou          | Scott McLaughlin  | Álex Palou        | Scott Dixon   | Chip Ganassi Racing | Honda     | [ 25 ] |
| 11     | Iowa 1            | Josef Newgarden     | Pato O'Ward       | Josef Newgarden   | Pato O'Ward   | Arrow McLaren       | Chevrolet | [ 26 ] |
| 12     | Iowa 2            | Álex Palou          | David Malukas     | Álex Palou        | Álex Palou    | Chip Ganassi Racing | Honda     | [ 26 ] |
| 13     | Toronto           | Colton Herta        | Colton Herta      | Álex Palou        | Pato O'Ward   | Arrow McLaren       | Chevrolet | [ 27 ] |
| 14     | Laguna Seca       | Álex Palou          | Álex Palou        | Álex Palou        | Álex Palou    | Chip Ganassi Racing | Honda     | [ 28 ] |
| 15     | Portland          | Christian Lundgaard | Will Power        | Will Power        | Will Power    | Team Penske         | Chevrolet | [ 30 ] |
| 16     | Milwaukee         |                     |                   |                   |               |                     |           |        |
| 17     | Nashville         |                     |                   |                   |               |                     |           |        |

## Classifiche

### Assegnazione punti
| Risultato | 1º | 2º | 3º | 4º | 5º | 6º | 7º | 8º | 9º | 10º | 11º | 12º | 13º | 14º | 15º | 16º | 17º | 18º | 19º | 20º | 21º | 22º | 23º | 24º | 25º+ | Pole | GT | MGT |
| Punti     | 50 | 40 | 35 | 32 | 30 | 28 | 26 | 24 | 22 | 20  | 19  | 18  | 17  | 16  | 15  | 14  | 13  | 12  | 11  | 10  | 9   | 8   | 7   | 6   | 5    | 1    | 1  | 2   |

I punti sono assegnati a tutti i piloti in gara, il 1º prende 50 punti mentre il 25º ne prende 5; ci sono delle eccezioni nel sistema di punteggio:
- Una sostituzione del motore comporterà la perdita di 10 punti nella classifica piloti e nella classifica costruttori.
- Per le qualifiche della 500 Miglia di Indianapolis verranno assegnati punti per la classifica costruttori e per la classifica piloti in base ai risultati delle qualifiche finali come segue: Il costruttore e il pilota più veloce in qualifica (pole sitter) riceverà 12 punti, il secondo più veloce riceverà 11 punti e i punti assegnati diminuiranno di un punto fino al dodicesimo più veloce (1 punto).

### Classifica Piloti
| Pos. | Piloti              | STP | THE | LBH | ALA | IGP | INDY | DET | GAT  | ROA | MDO | IOW | IOW | TOR  | LAG | POR | MIL | NSH | Punti |
| ---- | ------------------- | --- | --- | --- | --- | --- | ---- | --- | ---- | --- | --- | --- | --- | ---- | --- | --- | --- | --- | ----- |
| 1    | Álex Palou          | 1L  | 1L  | 2   | 1L* | 1L  | 16L  | 25  | 8    | 1L  | 2L* | 5L  | 1L* | 12L* | 1L* | 3L  |     |     | 626   |
| 2    | Pato O'Ward         | 11  | 2L* | 13  | 6   | 2   | 33L  | 7L  | 2L   | 17  | 5   | 1L  | 5   | 1L   | 4   | 25L |     |     | 475   |
| 3    | Scott Dixon         | 2L  | 10  | 8L  | 12  | 5   | 204  | 11L | 4L   | 9L* | 1L  | 10  | 2   | 10   | 5   | 11  |     |     | 411   |
| 4    | Christian Lundgaard | 8L  | 3   | 3L  | 2   | 16  | 78   | 8   | 14   | 24L | 3   | 21  | 6   | 13   | 2   | 2   |     |     | 398   |
| 5    | Kyle Kirkwood       | 5   | 8   | 1L* | 11  | 8   | 32   | 1L* | 1L   | 4L  | 8   | 26  | 18L | 6    | 16  | 20  |     |     | 387   |
| 6    | Will Power          | 26  | 6   | 5   | 5   | 3   | 16   | 4L  | 27   | 14  | 26  | 3L  | 24  | 11   | 7   | 1L* |     |     | 342   |
| 7    | Felix Rosenqvist    | 7   | 5   | 4   | 13  | 10  | 45   | 21L | 16L  | 2L  | 6   | 17  | 7   | 19   | 24  | 9   |     |     | 337   |
| 8    | Colton Herta        | 16L | 4   | 7   | 7   | 25  | 14   | 3L  | 17   | 16  | 4L  | 13  | 20  | 4L   | 3   | 10  |     |     | 333   |
| 9    | Marcus Armstrong    | 24L | 7   | 14L | 17L | 7L  | 18   | 6   | 9    | 5   | 7   | 9L  | 3   | 14   | 8   | 8   |     |     | 331   |
| 10   | David Malukas       | 13  | 18  | 17  | 16  | 23  | 27L  | 14  | 12L* | 7L  | 17  | 12  | 4   | 9    | 13  | 19  |     |     | 287   |
| 11   | Scott McLaughlin    | 4L* | 27  | 6   | 3L  | 4   | 3010 | 12L | 24L  | 12L | 23  | 4   | 26  | 26   | 10  | 7   |     |     | 285   |
| 12   | Rinus VeeKay        | 9   | 17  | 19  | 4   | 9   | 27   | 27  | 7L   | 10  | 9   | 16  | 12  | 2L   | 23  | 17  |     |     | 272   |
| 13   | Christian Rasmussen | 15  | 12  | 23  | 15  | 19  | 6L   | 24L | 3L   | 18  | 25  | 6   | 8   | 20   | 9   | 12  |     |     | 257   |
| 14   | Santino Ferrucci    | 14  | 14  | 11  | 18  | 20  | 5    | 2   | 5L   | 3   | 16  | 8   | 15  | DNS  | 22  | 27  |     |     | 253   |
| 15   | Graham Rahal        | 12  | 11  | 22  | 14  | 6L* | 17   | 20  | 22   | 20  | 24  | 11  | 19  | 7    | 12  | 4L  |     |     | 246   |
| 16   | Alexander Rossi     | 10  | 9L  | 15  | 8   | 14  | 28L  | 10  | 11L  | 13  | 15  | 25  | 17  | 25   | 15  | 5   |     |     | 244   |
| 17   | Kyffin Simpson      | 18  | 15  | 10L | 21  | 27  | 25   | 5   | 15   | 6L  | 10L | 18  | 13  | 3    | 27  | 21  |     |     | 240   |
| 18   | Josef Newgarden     | 3L  | 13  | 27  | 10  | 12  | 22   | 9   | 25L  | 25  | 27  | 2L* | 10L | 24   | 11  | 24L |     |     | 239   |
| 19   | Conor Daly          | 17  | 16  | 25  | 19  | 15  | 8L   | 17  | 6L   | 22  | 19  | 7   | 16  | 15   | 14  | 26  |     |     | 220   |
| 20   | Marcus Ericsson     | 6   | 21  | 12  | 20  | 26  | 319  | 13  | 13L  | 21  | 12  | 15  | 22  | 5L   | 25  | 22  |     |     | 208   |
| 21   | Nolan Siegel        | 25  | 19  | 20  | 9   | 13  | 13   | 19  | 19   | 8   | 11  | 24  | DNS | 18   | 18L | 16  |     |     | 195   |
| 22   | Callum Ilott        | 19  | 26  | 21  | 23  | 22  | 33   | 26  | 18L  | 15  | 13  | 23  | 21  | 8    | 6   | 6   |     |     | 191   |
| 23   | Louis Foster R      | 27  | 24  | 16  | 26  | 11  | 12   | 22L | 26   | 11L | 14  | 14  | 14  | 21   | 17  | 13  |     |     | 189   |
| 24   | Robert Shwartzman R | 20  | 22  | 18  | 25  | 18  | 261L | 16  | 10   | 27  | 21  | 20  | 9   | 16   | 21  | 15  |     |     | 183   |
| 25   | Sting Ray Robb      | 21  | 23  | 9L  | 22  | 21  | 23   | 15  | 20   | 26  | 18  | 22  | 23  | 17   | 19  | 14  |     |     | 160   |
| 26   | Devlin DeFrancesco  | 22  | 20  | 24  | 24  | 17L | 11L  | 23  | 23   | 19  | 20  | 19  | 25  | 22   | 20  | 18  |     |     | 145   |
| 27   | Jacob Abel R        | 23  | 25  | 26  | 27  | 24  | DNQ  | 18  | 21   | 23  | 22  | 27  | 11  | 23   | 26  | 23  |     |     | 107   |
| 28   | Takuma Sato         |     |     |     |     |     | 92L* |     |      |     |     |     |     |      |     |     |     |     | 36    |
| 29   | Hélio Castroneves   |     |     |     |     |     | 10   |     |      |     |     |     |     |      |     |     |     |     | 20    |
| 30   | Ed Carpenter        |     |     |     |     |     | 15L  |     |      |     |     |     |     |      |     |     |     |     | 16    |
| 31   | Jack Harvey         |     |     |     |     |     | 19L  |     |      |     |     |     |     |      |     |     |     |     | 12    |
| 32   | Ryan Hunter-Reay    |     |     |     |     |     | 21L  |     |      |     |     |     |     |      |     |     |     |     | 10    |
| 33   | Kyle Larson R       |     |     |     |     |     | 24   |     |      |     |     |     |     |      |     |     |     |     | 6     |
| 34   | Marco Andretti      |     |     |     |     |     | 29   |     |      |     |     |     |     |      |     |     |     |     | 5     |
| Pos  | Piloti              | STP | THE | LBH | ALA | IGP | INDY | DET | GAT  | ROA | MDO | IOW | IOW | TOR  | LAG | POR | MIL | NSH | Pts   |

| Colore  | Risultato                 |
| ------- | ------------------------- |
| Oro     | Vincitore                 |
| Argento | 2º posto                  |
| Bronzo  | 3º posto                  |
| Verde   | 4º e 5º posto             |
| Celeste | 6º-10º posto              |
| Blu     | Finita fuori dalla top 10 |
| Viola   | Non finita                |
| Rosso   | Non qualificato (DNQ)     |
| Marrone | Ritirato (Wth)            |
| Nero    | Squalificato (DSQ)        |
| Bianco  | Non partito (DNS)         |
| Bianco  | Gara cancellata (C)       |
| Vuoto   | Non partecipa             |

| Legenda   |                                            |
| Grassetto | Pole position (1 punto; tranne Indy)       |
| Corsivo   | Giro più veloce                            |
| L         | Almeno un giro in testa (1 punto)          |
| *         | Più giri in testa (2 punti)                |
| 1–12      | Indy 500 "Fast Twelve" (punti bonus)       |
| c         | Qualifiche cancellate (nessun punto bonus) |
| RY        | Rookie of the Year                         |
| R         | Rookie                                     |

### Classifica costruttori motori
| Pos | Costruttore | STP | THE | LBH  | BAR  | IGP  | INDY  | DET  | GAT | ROA  | MOH  | IOW  | IOW  | TOR | LAG  | POR | MIL | NSH | Pts  |
| --- | ----------- | --- | --- | ---- | ---- | ---- | ----- | ---- | --- | ---- | ---- | ---- | ---- | --- | ---- | --- | --- | --- | ---- |
| 1   | Honda       | 1   | 1   | 1    | 1    | 1    | 1     | 1    | 1   | 1    | 1    | 5    | 1    | 2   | 1    | 2   |     |     | 1389 |
| 1   | Honda       | 2   | 4   | 2    | 4    | 5    | 4     | 2    | 4   | 2    | 2    | 9    | 2    | 3   | 3    | 3   |     |     | 1389 |
| 1   | Honda       | 95W | 87W | 96PW | 88PW | 86PW | 170FW | 96PW | 87W | 96PW | 96PW | 54   | 96PW | 76  | 91PW | 75  |     |     | 1389 |
| 2   | Chevrolet   | 3   | 2   | 3    | 2    | 2    | 2     | 3    | 2   | 3    | 3    | 1    | 3    | 1   | 2    | 1   |     |     | 1177 |
| 2   | Chevrolet   | 4   | 3   | 5    | 3    | 3    | 3     | 6    | 3   | 7    | 5    | 2    | 4    | 8   | 4    | 4   |     |     | 1177 |
| 2   | Chevrolet   | 68P | 76P | 65   | 75   | 75   | 152P  | 63   | 76P | 61   | 65   | 96PW | 67   | 79W | 72   | 87W |     |     | 1177 |